# 腓骨筋
腓骨筋（ひこつきん）は下腿の筋肉の総称。

## 構成する筋肉
- 長腓骨筋
- 短腓骨筋